# José Otacio Oliveira Guedes
José Otacio Oliveira Guedes (* 26. Februar 1974 in São Sebastião do Maranhão, Minas Gerais) ist ein brasilianischer römisch-katholischer Geistlicher und Weihbischof in Belo Horizonte.

Wappen von José Otacio Oliveira Guedes.

## Leben
José Otacio Oliveira Guedes wurde in São Sebastião do Maranhão geboren. Im Alter von drei Jahren zog er mit seiner Familie nach Linhares um. 1991 trat er in das Priesterseminar São José in Niterói ein und studierte von 1993 bis 1994 Philosophie an der Faculdade de São Bento in Rio de Janeiro. 1995 folgte das Studium der Katholischen Theologie am Päpstlichen Athenaeum Regina Apostolorum in Rom, das er 1998 mit dem Baccalaureato abschloss. Seine von Florian Rodero LC betreute Abschlussarbeit handelte über das Filioque. Durch den Erzbischof von Niterói, Carlos Alberto Etchandy Gimeno Navarro, empfing er am 9. Oktober 1999 die Diakonenweihe und am 29. August 2000 das Sakrament der Priesterweihe für das Erzbistum Niterói. Nach weiterführenden Studien erwarb er 2001 an der Päpstlichen Universität Gregoriana bei Ugo Vanni SJ mit der Arbeit Mímeses e reciprocidade na carta aos Filipenses („Mimesis und Reziprozität im Philipperbrief“) ein Lizenziat im Fach Biblische Theologie. Während seiner Studienzeit in Rom war er Alumnus des Pontificio Collegio Internazionale Maria Mater Ecclesiae.
2001 kehrte José Otacio Oliveira Guedes in seine Heimat zurück, wo er zunächst als Subregens und ab 2004 als Regens des Priesterseminars São José in Niterói fungierte. Zudem wirkte er von 2001 bis 2006 als Kaplan in der Pfarrei Imaculada Conceição in Niterói. Ferner lehrte er als Dozent von 2003 bis 2008 neutestamentliche Exegese an der Päpstlichen Katholischen Universität von Rio de Janeiro. Überdies gehörte er von 2004 bis 2006 dem Priesterrat und dem Konsultorenkollegium des Erzbistums Niterói an. Von 2006 bis 2012 war José Otacio Oliveira Guedes Pfarrer der Pfarrei São Pedro Apóstolo in Itaboraí. Daneben setzte er 2008 seine Studien an der Päpstlichen Katholischen Universität von Rio de Janeiro fort und wurde 2012 bei Geraldo Dondici Vieira mit der Arbeit A gênese do discípulo. Uma relação semãntica e teológica de Paulo e João a partir do estudo de Fl 3,1–17 e Jo 15,1–8 („Die Entwicklung des Jüngers. Eine semantische und theologische Beziehung zwischen Paulus und Johannes auf der Grundlage des Studiums von Phil 3,1–17 und Joh 15,1–8“) zum Doktor der Theologie im Fach Biblische Theologie promoviert.
Von 2012 bis 2017 lehrte José Otacio Oliveira Guedes als Professor für neutestamentliche Exegese an der Päpstlichen Katholischen Universität von Rio de Janeiro. Zusätzlich leitete er von 2013 bis 2016 das Philosophisch-Theologische Institut am Priesterseminar São José in Niterói. Außerdem wirkte er in dieser Zeit als Hochschulseelsorger sowie als Koordinator des Theologiekurses für Laien und der Katechetenausbildung im Erzbistum Niterói. 2017 wurde José Otacio Oliveira Guedes als Fidei-Donum-Priester ins Erzbistum Porto Velho entsandt, wo er sich im Rahmen des Projektes Igrejas Irmãs engagierte sowie als Pfarradministrator des Missionsgebiets União Bandeirantes und der Pfarrei Santa Dulce dos Pobres in Bairro Novo wirkte. Zudem lehrte er Bibelwissenschaft am Priesterseminar São João XXIII und an der Faculdade Católica de Rondônia. Ab 2020 fungierte er als Rektor des Päpstlichen Brasilianischen Pius-Kollegs in Rom.
Am 15. Mai 2024 ernannte ihn Papst Franziskus zum Titularbischof von Severiana und zum Weihbischof in Belo Horizonte. Der Erzbischof von Niterói, José Francisco Rezende Dias, spendete ihm am 10. August desselben Jahres in der Sporthalle des Salesianerkollegs in Niterói die Bischofsweihe; Mitkonsekratoren waren der Erzbischof von Belo Horizonte, Walmor Oliveira de Azevedo, und der Bischof von São Luís de Montes Belos, Lindomar Rocha Mota. Die Amtseinführung in Belo Horizonte ist für den 1. September 2024 geplant. Sein Wahlspruch Adjutores gaudi vestri („Mitarbeiter eurer Freude“) stammt aus 2 Kor 1,24 .

## Schriften
- A gênese do discípulo. Uma relação semãntica e teológica de Paulo e João a partir do estudo de Fl 3,1–17 e Jo 15,1–8. Päpstliche Katholische Universität von Rio de Janeiro, Rio de Janeiro 2012, OCLC 7353938434 (puc-rio.br).
- Acolhendo a novidade do cristianismo. Reflexões sobre o Evangelho do dia. Editora Cenáculo Universal, Rio Bonito 2013.
- Estudo comparativo da carta aos Filipenses com modelos de cartas do mundo helênico. In: Coletânea. Band 24, 2013, S. 218–233.
- O testemunho teológico comum de Paulo e João: de R. Bultmann aos nossos dias. In: Atualidade Teológica. Band 47, 2014, OCLC 6019497984, S. 249–273.
- A novidade do cristianismo na Evangelii Gaudium. In: Leonardo Agostini Fernandes, Joel Portella Amado, Josafá Carlos de Siqueira, Orani João Tempesta (Hrsg.): Evangelii Gaudium em questão: aspectos bíblicos, teológicos e pastorais. Paulinas, São Paulo 2014, ISBN 978-85-356-3806-6, S. 163–172.